# Gylippus pectinifer
Gylippus pectinifer är en spindeldjursart som beskrevs av J. Birula 1906. Gylippus pectinifer ingår i släktet Gylippus och familjen Gylippidae. Inga underarter finns listade i Catalogue of Life.